# Miguel Caviedes Medina
Miguel Caviedes Medina (ur. 30 stycznia 1930 w Coltauco) – chilijski duchowny rzymskokatolicki, w latach 1994–2006 biskup Los Angeles.

## Życiorys
Święcenia kapłańskie przyjął 18 września 1954. 8 listopada 1982 został prekonizowany biskupem Osorno. Sakrę biskupią otrzymał 19 grudnia 1982. 19 lutego 1994 został mianowany biskupem Los Angeles. 7 stycznia 2006 przeszedł na emeryturę.